# Реткі
Реткі (пол. Retki) — село в Польщі, у гміні Здуни Ловицького повіту Лодзинського воєводства.
Населення — 141 особа (2011).
У 1975-1998 роках село належало до Скерневицького воєводства.

## Демографія
Демографічна структура станом на 31 березня 2011 року:
|          | Загалом | Допрацездатний вік | Працездатний вік | Постпрацездатний вік |
| -------- | ------- | ------------------ | ---------------- | -------------------- |
| Чоловіки | 73      | 11                 | 57               | 5                    |
| Жінки    | 68      | 8                  | 39               | 21                   |
| Разом    | 141     | 19                 | 96               | 26                   |